# Synaphe
Synaphe är ett släkte av fjärilar som beskrevs av Jacob Hübner 1825. Synaphe ingår i familjen mott.

## Bildgalleri

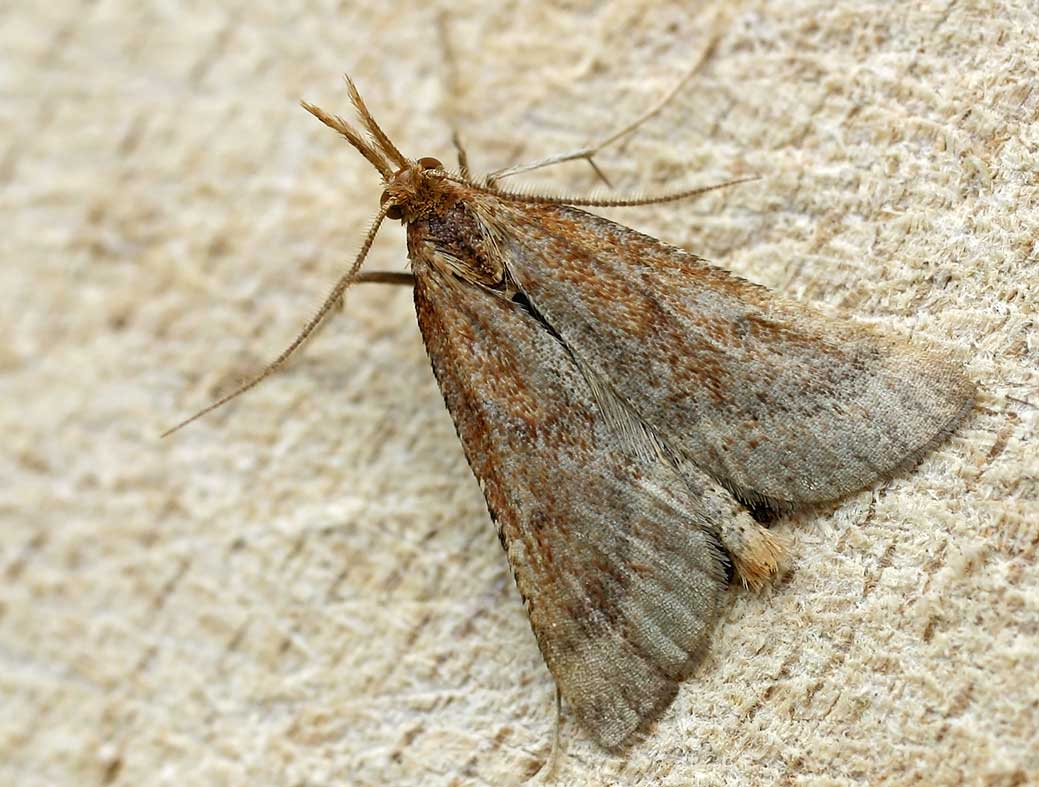
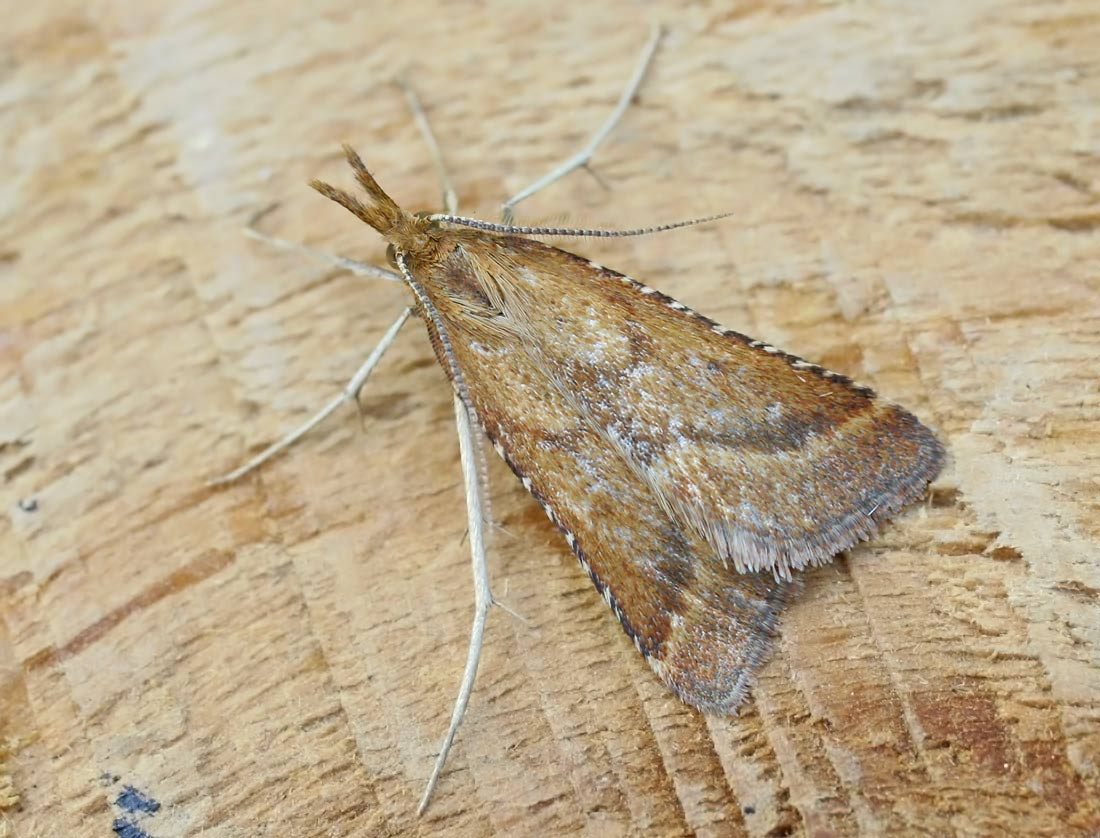
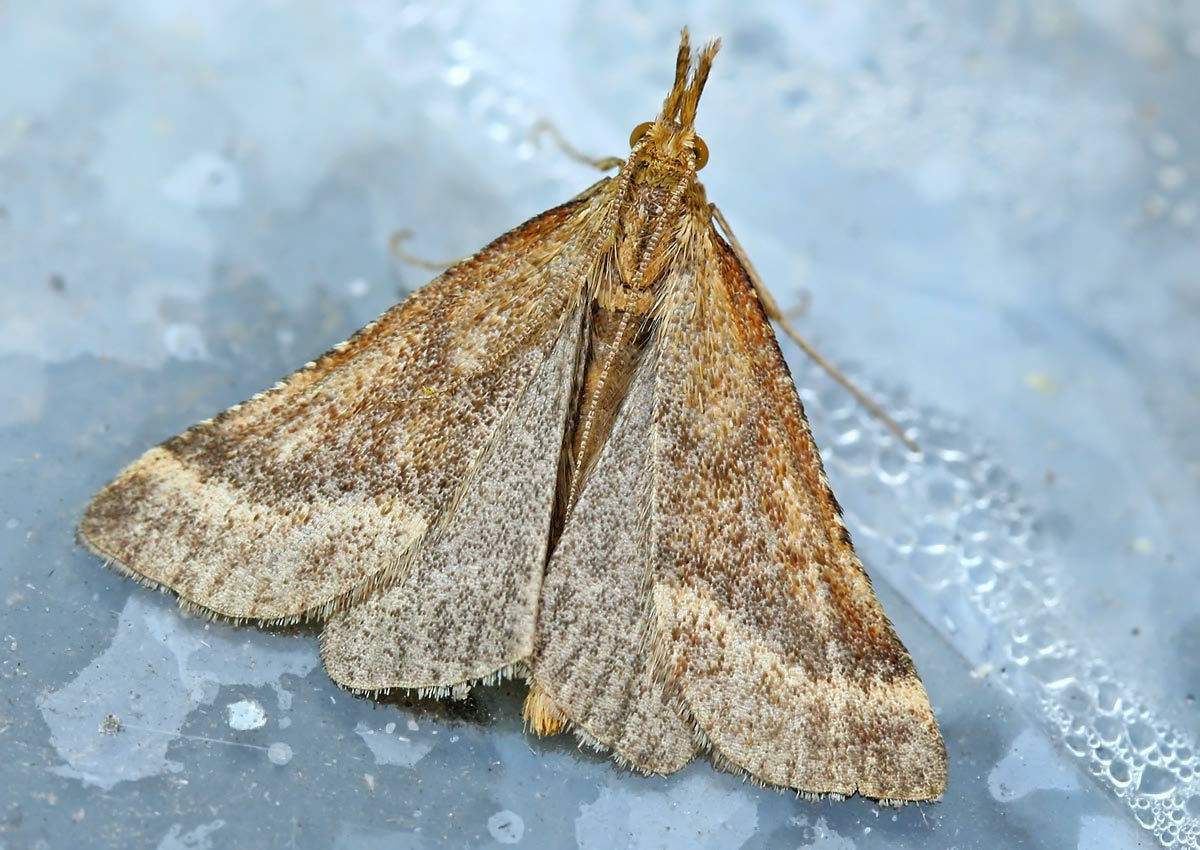
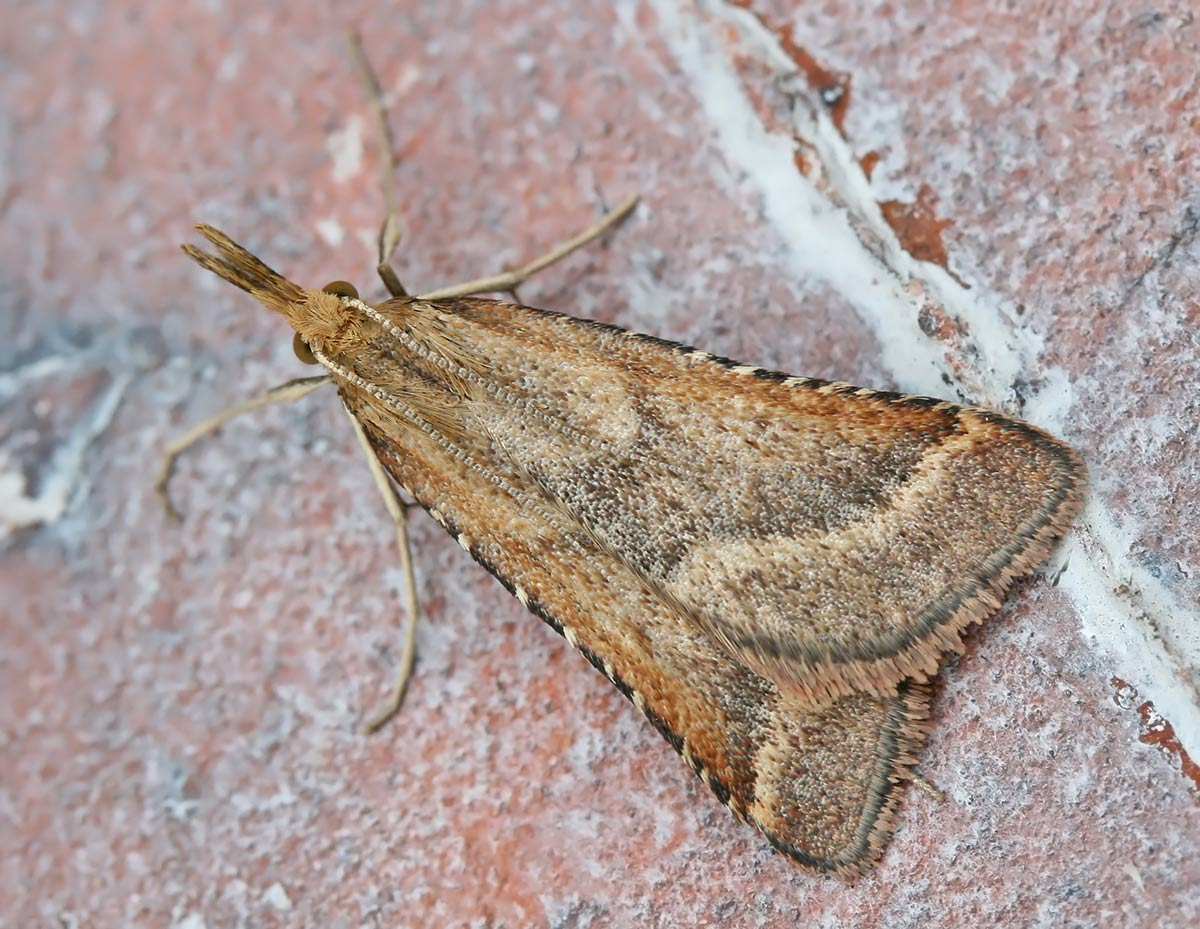
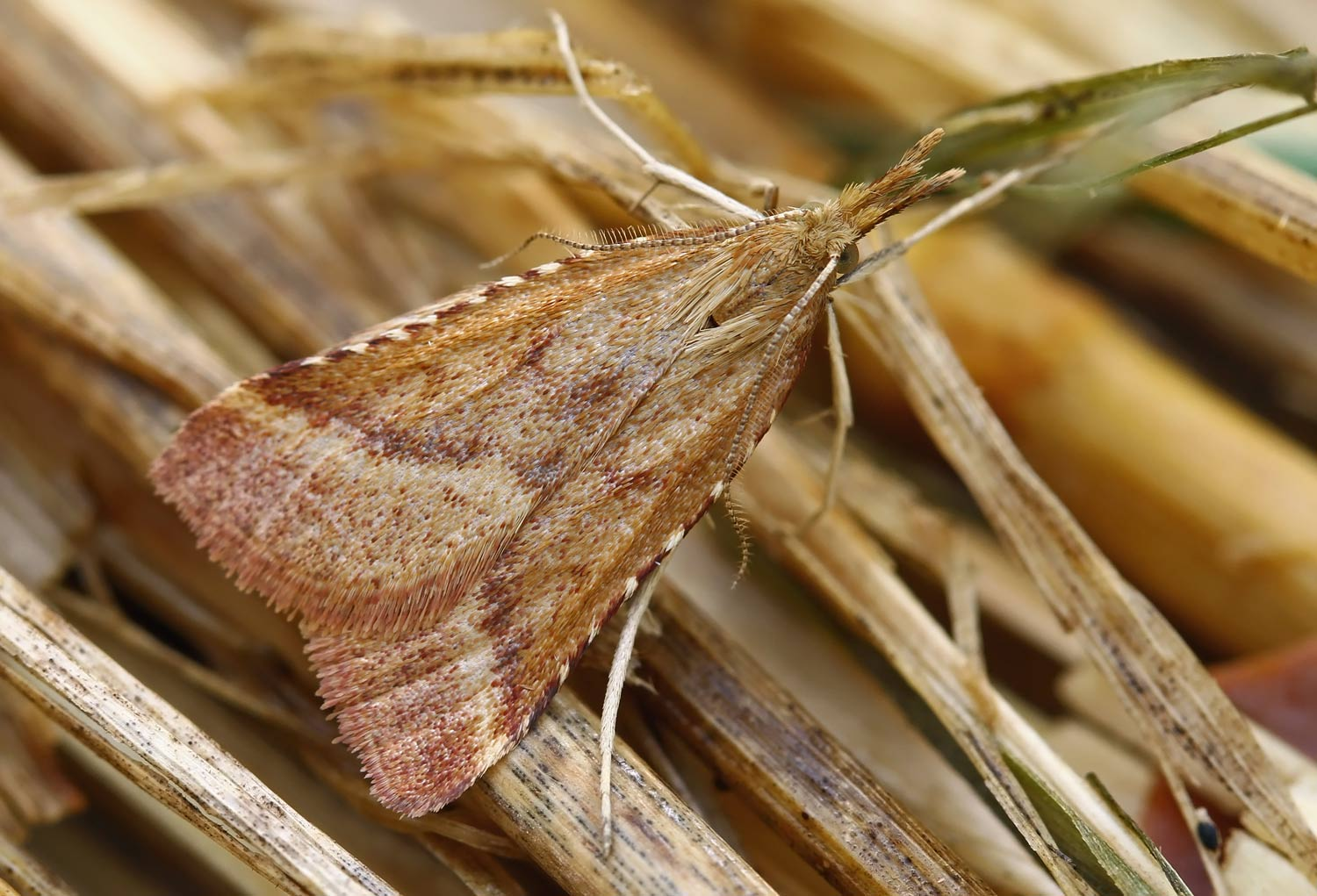
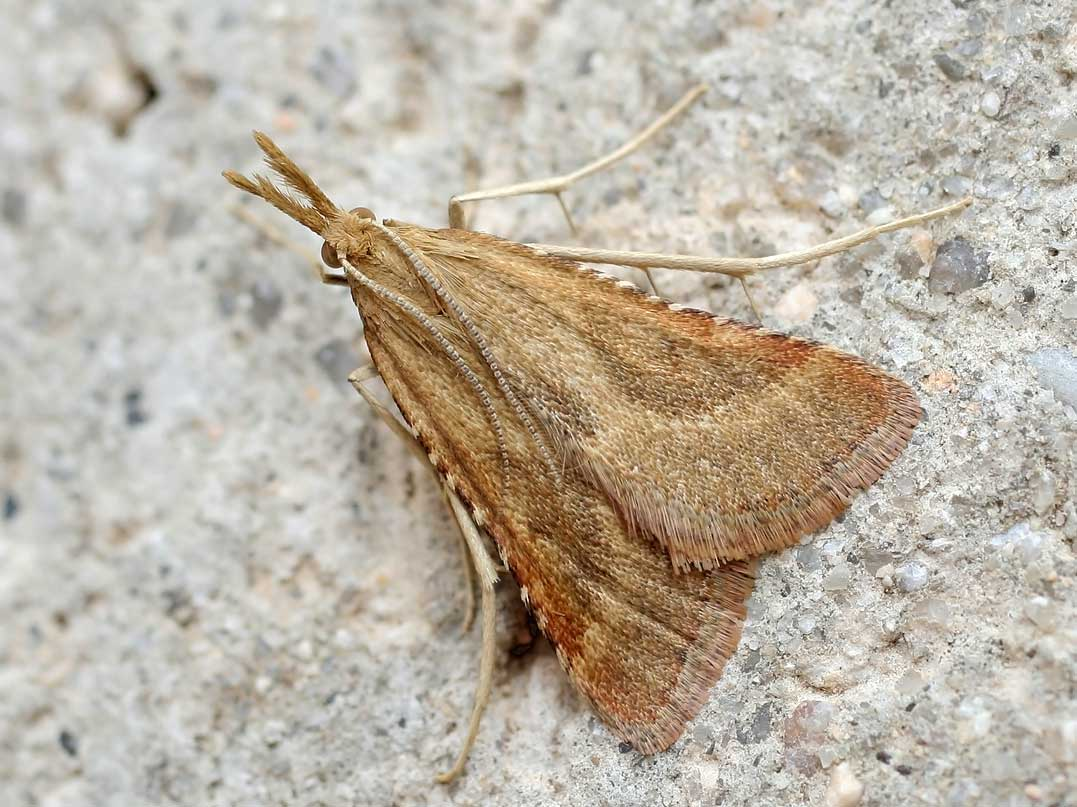

## Dottertaxa tillSynaphe, i alfabetisk ordning[1][2]
- Synaphe aberralis
- Synaphe alba
- Synaphe almanica
- Synaphe amuralis
- Synaphe angustalis
- Synaphe antennalis
- Synaphe armenialis
- Synaphe asiatica
- Synaphe atlantalis
- Synaphe aurantialis
- Synaphe austriaca
- Synaphe banghaasi
- Synaphe bertoncinii
- Synaphe berytalis
- Synaphe biformis
- Synaphe bipunctalis
- Synaphe bombycalis
- Synaphe candezi
- Synaphe castillalis
- Synaphe chellalalis
- Synaphe chretieni
- Synaphe confusalis
- Synaphe connectalis
- Synaphe consecratalis
- Synaphe consessoralis
- Synaphe curtalis
- Synaphe diffidalis
- Synaphe draconalis
- Synaphe duercki
- Synaphe erigalis
- Synaphe erigatus
- Synaphe eversmanni
- Synaphe fusca
- Synaphe fuscalis
- Synaphe glaisalis
- Synaphe graecalis
- Synaphe graeseri
- Synaphe hampsoni
- Synaphe indica
- Synaphe infumatalis
- Synaphe interjunctalis
- Synaphe intermedialis
- Synaphe interrupta
- Synaphe isthmicalis
- Synaphe italicalis
- Synaphe joannisi
- Synaphe kautzi
- Synaphe longidentalis
- Synaphe lorquinalis
- Synaphe luridalis
- Synaphe mediatlantis
- Synaphe modestalis
- Synaphe moldavica
- Synaphe montarcensis
- Synaphe morbidalis
- Synaphe nectricalis
- Synaphe nuptalis
- Synaphe obscurion
- Synaphe obsoletalis
- Synaphe oculatalis
- Synaphe palermitalis
- Synaphe palpangulalis
- Synaphe pectinatus
- Synaphe powelli
- Synaphe predotalis
- Synaphe provincialis
- Synaphe punctalis
- Synaphe rungsi
- Synaphe saharae
- Synaphe santschii
- Synaphe schmidti
- Synaphe sepialis
- Synaphe skopusalis
- Synaphe styphlotricha
- Synaphe subolivalis
- Synaphe syriaca
- Synaphe testacealis
- Synaphe turanicalis
- Synaphe unifascialis
- Synaphe uniformata
- Synaphe uxorialis